# Jateí
Jateí is een gemeente in de Braziliaanse provincie Mato Grosso do Sul. De bevolking werd in 2005 gesteld op 3.470 mensen, en de oppervlakte bedraagt 1928 km².

## Geboren
- Mert Nobre (1980), Braziliaans-Turks voetballer